# Misumenoides bifissus
Misumenoides bifissus là một loài nhện trong họ Thomisidae.
Loài này thuộc chi Misumenoides. Misumenoides bifissus được Frederick Octavius Pickard-Cambridge miêu tả năm 1900.